# Dag van de Landbouw
De Dag van de Landbouw wordt sinds 1982 in Vlaanderen georganiseerd door Boerenbond en Landelijke Gilden. 
Jaarlijks zet een 50-tal bedrijven op de 2de of de 3de zondag van september zijn deuren open voor iedereen die kennis wil maken met de hedendaagse Vlaamse land- en tuinbouw. Zo wil men de bezoeker iets bijleren over de verschillende productieprocessen, de manier van leven op een landbouwbedrijf en de hedendaagse methoden. Deelnemende bedrijven ontvangen geen vergoeding voor hun deelname en werken volledig vrijwillig mee aan het evenement. Hiermee hopen ze dat de consument zich een juist beeld van de hedendaagse land- en tuinbouw kan vormen.

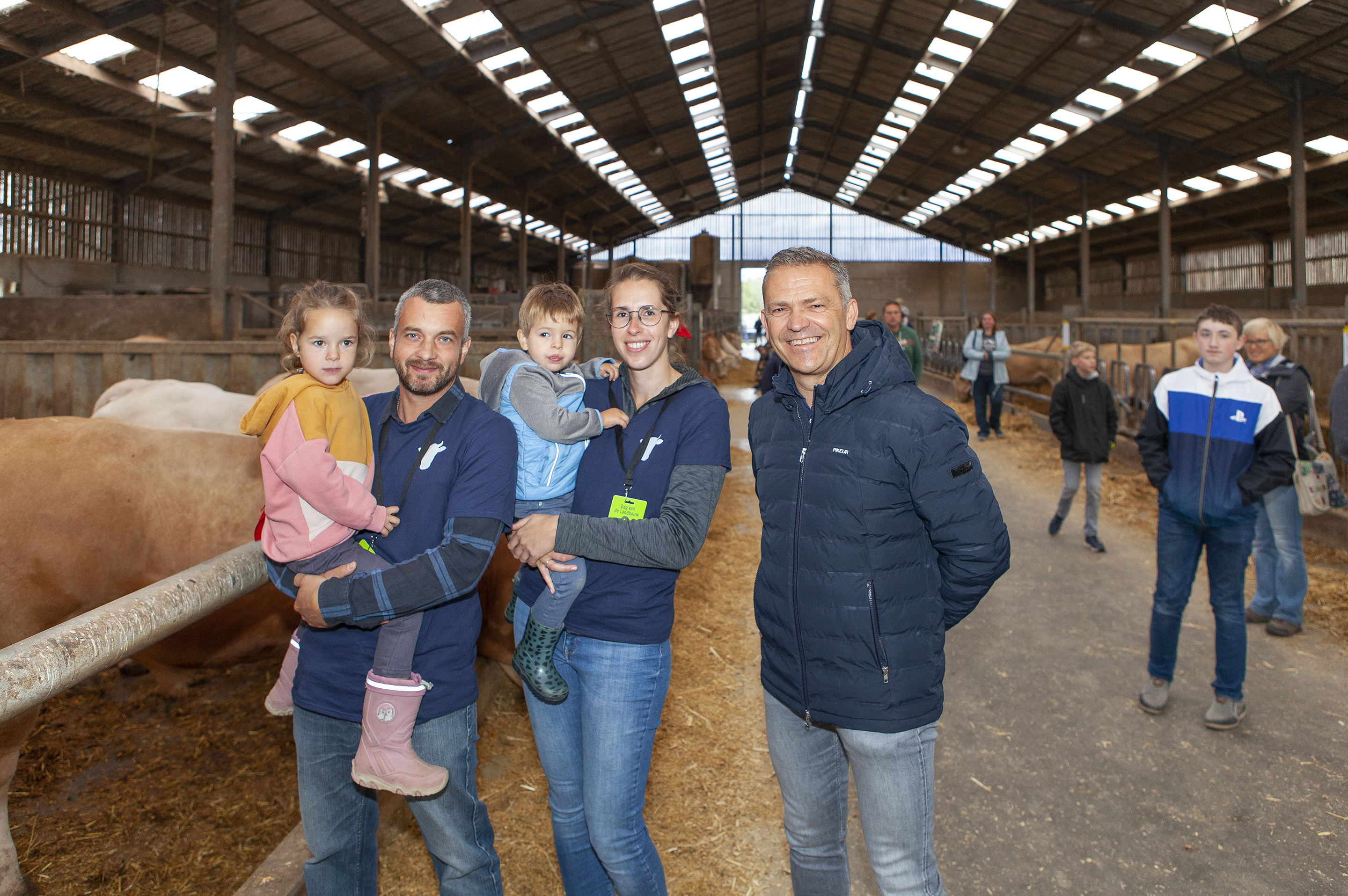
Boerenbondvoorzitter Lode Ceyssens (rechts) bezocht de familie Meeuwis op de Dag van de Landbouw

## Geschiedenis
Dag van de Landbouw werd voor een eerste keer georganiseerd in 1982. In de eerste jaren duurde het evenement een hele week en was het bekend onder de naam 'Week van de Landbouw'. Later is dit een dag geworden.

## Doel
De Dag van de Landbouw wil zoveel mogelijk mensen kennis laten maken met de hedendaagse land- en tuinbouw. Dat kan door de bezoekers een mix van informatie en amusement aan te bieden. De bezoekers krijgen  informatie over de land- en tuinbouw, maar hebben ook de kans om te genieten op en van het platteland. Voor het ‘amusementgedeelte’ kunnen ze een beroep doen op de plaatselijke afdeling van Landelijke Gilden.